# Bifrons
Bifrons je, prema demonologiji, četrdeset i šesti duh Goecije koji vlada nad šest legija (drugi izvori spominju šezdeset legija). Ima čudovišni lik, ali može uzeti oblik ljudskog bića. Podučava moćima dragog kamenja, drveća i ljekovitog bilja te astronomiju. Ponekad pali svijeće na grobovima i premješta mrtvace s jednog mjesta na drugo.